# آبابلار
آبابلار (به لاتین: Abablar) در ازبکستان است که در استان خوارزم واقع شده‌است.